# ハーバート・ハロルド・リード
ハーバート・ハロルド・リード（Herbert Harold Read、1889年12月17日 - 1970年3月29日）は、イギリスの地質学者である。変成岩の研究や花崗岩の成因などの研究で知られる。
ケント州Whitstableに生まれた。1914年から1931年まで王立地質調査所のメンバーで、その後リヴァプール大学の教授、1939年から王立協会フェローとなり、同年インペリアル・カレッジ・ロンドンの教授となった。1947年から1949年の間、ロンドン地質学会の会長を務めた。

## 受賞歴
- 1935年: ビグスビー・メダル（ロンドン地質学会）
- 1952年: ウォラストン・メダル（ロンドン地質学会）
- 1963年: ロイヤル・メダル（王立協会）
- 1967年: ペンローズ・メダル (Penrose Medal) （アメリカ地質学会）

## 著書
- "Introduction to Geology: Earth History"